# 廈門市體育场
厦门市体育场是中国厦门市的一个多功能體育場，可容纳32000人。该体育场目前用于举办足球比赛和田径比赛，同时也是厦门足球俱乐部、厦门鹭岛足球俱乐部的主场。